# Two Hearts and a Ship
Two Hearts and a Ship è un cortometraggio muto del 1915 diretto da Al Christie. Prodotto dalla Nestor e distribuito dall'Universal Film Manufacturing Company, aveva come interpreti Eddie Lyons, Victoria Forde, Neal Burns e Harry L. Rattenberry.

## Produzione
Il film fu prodotto dalla Nestor Film Company.

## Distribuzione
Distribuito dall'Universal Film Manufacturing Company, il film uscì nelle sale cinematografiche statunitensi il 23 aprile 1915.